# Lyreididae
Lyreididae is een familie van kreeftachtigen uit de klasse van de Malacostraca (hogere kreeftachtigen).

## Geslachten
De Lyreidinae omvat volgende geslachten:
- Lyreidus De Haan, 1841
- Lysirude Goeke, 1985

### Uitgestorven
- † Hemioon Bell, 1863
- † Lyreidina Fraaye & Van Bakel, 1998
- † Macroacaena Tucker, 1998
- † Rogueus Berglund & Feldmann, 1989
- † Tribolocephalus Ristori, 1886